# Carychium exiguum
Carychium exiguum är en snäckart som först beskrevs av Thomas Say 1822.  Carychium exiguum ingår i släktet Carychium och familjen Carychiidae. Inga underarter finns listade i Catalogue of Life.